# Stephen Hillenburg
Stephen Hillenburg, född 21 augusti 1961 på Fort Sill i Lawton, Oklahoma, död 26 november 2018 i San Marino, Kalifornien, var en amerikansk animatör, marinbiolog, och lärare samt skapare av serien SvampBob Fyrkant. Han dog av sjukdomen amyotrofisk lateralskleros (ALS).